# Red Hills
Red Hills è un quartiere della città indiana di Hyderabad.

## Trasporti
Il quartiere è ben collegato alla rete di trasporti pubblici tramite due percorsi autobus Telangana State Road Transport Corporation. Il quartiere ospita anche due stazioni ferroviarie del Sistema di trasporto multimodale di Hyderabad, chiamate LAKDI-KA-POOL e NAMPALLY.

## Istituzioni notevoli
Nel quartiere sorge il famoso Ospedale Niloufer, specializzato in ginecologia, fondato dalla principessa ottomana Nilüfer Hanımsultan, moglie di Moazzam Jah, figlio dell'ultimo Nizam, Mir Osman Ali Khan. Nel quartiere si trovano anche un importante centro oncologico, il MNJ Cancer Hospital, la Federazione delle Camere del Commercio e dell'Industria di Telangana e l'Andhra Pradesh (FTAPCCI).